# Diabetikerwarnhund
Diabetikerwarnhunde sind Assistenzhunde, die gefährliche Schwankungen des Blutzuckerspiegels bei Diabetikern erkennen können. Sie sind speziell darauf trainiert, dem Diabetiker durch erlerntes Verhalten eine Unter- oder Überzuckerung anzuzeigen.

## Arbeitsweise
Die Hunde können eine Unter- oder Überzuckerung des Diabetikers wahrnehmen. Dabei können sie sich allerdings nicht allein am Geruch orientieren. Außerdem bringen sie dem Diabetiker das Blutzuckermessgerät und bei einer Unterzuckerung entsprechende Kohlenhydrate (Saft, Traubenzucker, Cola). Sie lernen, den Diabetiker sowie Angehörige bei nächtlichen Unterzuckerungen zu wecken und grundsätzlich in einem Notfall Hilfe zu holen.

## Ausbildung
Die Ausbildung von Diabetikerwarnhunden gibt es in Deutschland seit 2007. In den USA, Australien, Schweden, den Niederlanden und Großbritannien existiert diese spezialisierte Ausbildung  teilweise bereits seit 2003. Auch in Österreich und der Schweiz wird die Ausbildung von Diabetikerwarnhunden mittlerweile angeboten.